# NGC 6780
إن جي سي 6780 (بالألمانية: NGC 6780) التي يرمز لها بالرمز NGC 6780، هي مجرة، في كوكبة المرقب (كوكبة).

## الاكتشاف
اكتشفت في 9 يونيو 1836، بواسطة جون هيرشل.

## روابط خارجية
- NGC 6780 على موقع ويكي سكاي: DSS2, SDSS, GALEX, IRAS, Hydrogen α, X-Ray, Astrophoto, Sky Map, Articles and images